# Heidenfeld

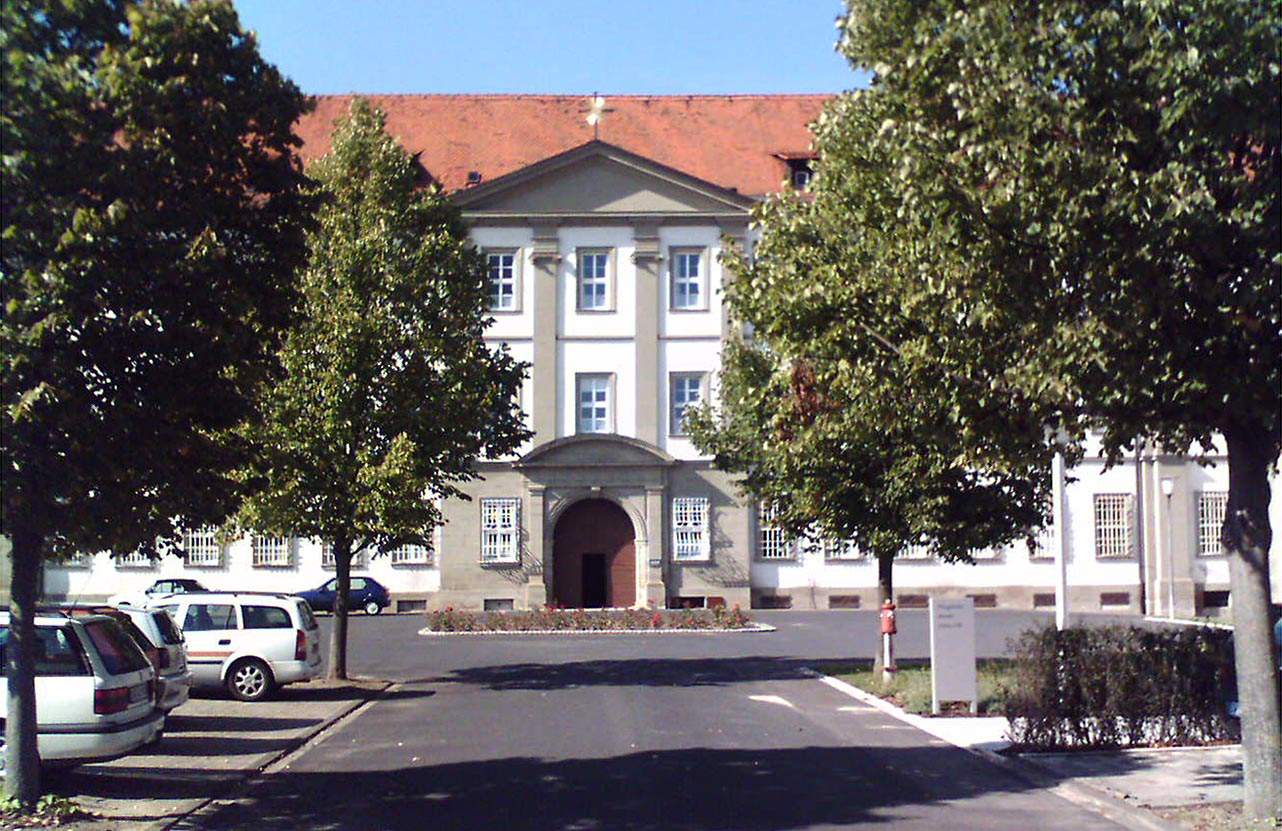
Mosteiro "Maria Hilf".

Heidenfeld é uma pequena vila da Alemanha que, em 31 de dezembro de 2008, contava 1.577 habitantes. Localizada no distrito de Schweinfurt,  região da Baixa Francónia, estado da Baviera, a vila foi incorporada em 1978 no município Röthlein.